# Museo del Mediterráneo (Estocolmo)
El Museo del Mediterráneo o Medelhavsmuseet es un museo arqueológico que se encuentra en el centro de Estocolmo, con colecciones de objetos de la Antigüedad del área mediterránea y de Oriente Próximo. Desde 1999, el museo es uno de los cuatro que componen los Museos Nacionales de Cultura del Mundo de Suecia.

## Historia
El museo fue creado en 1954 cuando se fusionaron dos instituciones separadas, el Museo Egipcio y la Colección de Chipre. El Museo Egipcio fue creado en 1928 a partir de artefactos recogidos en los siglos XVIII, XIX y principios del XX, mientras que la Colección de Chipre fue el resultado de las excavaciones de la Expedición sueca a Chipre a finales de los años 1920 y principios de los años 1930. La colección sobre Chipre es la mayor fuera de la isla y cuenta con un gran valor académico. En enero de 2009 se inauguró una nueva galería de antigüedades chipriotas patrocinada por la Fundación A. G. Leventis y diseñada por White Architects. Además de Egipto y Chipre, el museo también posee colecciones de antigüedades griegas y romanas, de Oriente Próximo procedentes de Shah Tepe, bronces del Luristán y arte islámico. 
Desde 1982, el museo se encuentra en el palacio Gustav Horn, en la Plaza Gustavo Adolfo.